# RoboCop (serial animowany)
RoboCop (ang. RoboCop: The Animated Series) – amerykański serial animowany z 1988 roku.
W Polsce serial był emitowany od 1995 roku przez TVP Regionalna z lektorem. Został również wydany na VHS przez Mega Video.

## Wersja polska

### Wersja TVP Regionalna
Opracowanie: Telewizja Polska S.A. oddział w Szczecinie

Tekst polski: Beata Dobosz

Czytał: Stanisław Heropolitański

## Fabuła
Animowana seria opowiadająca o przygodach RoboCopa.

## Spis odcinków
| N/o            | Polski tytuł (TVP Regionalna)                             | Angielski tytuł          |
| -------------- | --------------------------------------------------------- | ------------------------ |
|                |                                                           |                          |
| Seria pierwsza |                                                           |                          |
|                |                                                           |                          |
| 01             | Fala przestępczości / Fala zbrodni (VHS)                  | Crime Wave               |
|                |                                                           |                          |
| 02             | Platacz (VHS)                                             | The Scrambler            |
|                |                                                           |                          |
| 03             |                                                           | Project Deathspore       |
|                |                                                           |                          |
| 04             | Braterstwo / Bractwo (VHS)                                | The Brotherhood          |
|                |                                                           |                          |
| 05             | Człowiek w zbroi / Człowiek w stalowym kombinezonie (VHS) | The Man in the Iron Suit |
|                |                                                           |                          |
| 06             | Krzesło elektryczne                                       | The Hot Seat             |
|                |                                                           |                          |
| 07             | Brak wiadomości to dobra wiadomość                        | No News Is Good News     |
|                |                                                           |                          |
| 08             | Noc Łucznika                                              | Night of the Archer      |
|                |                                                           |                          |
| 09             | Niespokojne Detroit                                       | Rumble in Old Detroit    |
|                |                                                           |                          |
| 10             | Zemsta robotów                                            | A Robot's Revenge        |
|                |                                                           |                          |
| 11             | Na pustkowiu                                              | Into the Wilderness      |
|                |                                                           |                          |
| 12             | Zakłócenia świadomości                                    | Menace of the Mind       |
|                |                                                           |                          |